# Castagneto Po
 Castagneto Po  (piemonti nyelven  Casgné ) egy olasz község  Piemont régióban, Torino megyében.

## Elhelyezkedése

Castagneto Po község Torino megye térképén